# Manfred Fredberg
Gustaf Manfred Fredberg (i riksdagen kallad Fredberg i Finnerödja), född 22 juli 1881 i Finnerödja, död där 2 februari 1953, var en svensk fabrikör och politiker (folkpartist). 
Manfred Fredberg, som var son till en snickare, startade själv verksamhet som snickare i Finnerödja 1908 och grundade år 1913 en snickerifabrik där. Han var också kommunalt verksam i Finnerödja, bland annat som vice ordförande i kommunalfullmäktige. Han var chef för Skaraborgs läns distrikt av NTO 1918 och därefter sekreterare i Skaraborgs läns nykterhetsförbund 1919–1933.
Han var riksdagsledamot i andra kammaren 1938–1940 för Skaraborgs läns valkrets. I riksdagen var han bland annat ledamot i andra kammarens första tillfälliga utskott vid de lagtima riksmötena 1938–1940. Han engagerade sig bland annat för höjd spritskatt.